# 相模原市を本拠地にするスポーツチーム
相模原市を本拠地にするスポーツチーム
神奈川県 相模原市に本拠地を置いている主要なスポーツクラブを取り上げる。

## サッカー

### Jリーグ
- S.C.相模原

### WEリーグ
- ノジマステラ神奈川相模原

### 神奈川県社会人サッカーリーグ

#### 1部
- FCグラシア相模原

#### 2部

##### Aブロック
- 南FC（横浜市も含む）

##### Bブロック
- FCコラソン・プリンシパル

#### 3部

##### Aブロック
- SAKURA FC
- 相模原あじさいFC

##### Eブロック
- 星が丘SC
- 相模原VIGO

##### Gブロック
- FCグラシア相模原セカンド
- 大沢FC

##### Jブロック
- 相東ユナイテッドFC
- 相模原みどりスポーツクラブ
- Saltista橋本FC

##### Kブロック
- ブレッサ相模原

##### Nブロック
- SC相模原U-21

#### 3部

##### Aブロック
- SAKURA FC
- 相模原あじさいFC

##### Eブロック
- 星が丘SC（相模原市）
- 相模原VIGO

##### Gブロック
- FCグラシア相模原セカンド
- 大沢FC

##### Jブロック
- 相東ユナイテッドFC
- 相模原みどりスポーツクラブ
- Saltista橋本FC

##### Kブロック
- ブレッサ相模原

##### Nブロック
- SC相模原U-21

## バスケットボール
- 相模原プロセス - ジャパン・バスケットボールリーグの参加を目指しているチーム。

## ラグビー

### リーグワン
- 三菱重工相模原ダイナボアーズ - 前身は「三菱重工相模原製作所ラグビー部」

## アメリカンフットボール

### Xリーグ
- ノジマ相模原ライズ

## 自転車競技

### ジャパンサイクルリーグ
- Tema UKYO相模原